# Fantasy-Jahr 2003
Übersicht

◄◄ | ◄ | 1999 | 2000 | 2001 | 2002 | Fantasy-Jahr 2003 | 2004 | 2005 | 2006 | 2007 | ► | ►►

Weitere Ereignisse

## Ereignisse
- 17. Fantasy Filmfest 23. Juli – 20. August für jeweils eine Woche in den Städten Hamburg, Berlin, Köln, Frankfurt, Nürnberg, Stuttgart und München